# Iglesia de San José y San Ignacio de Loyola

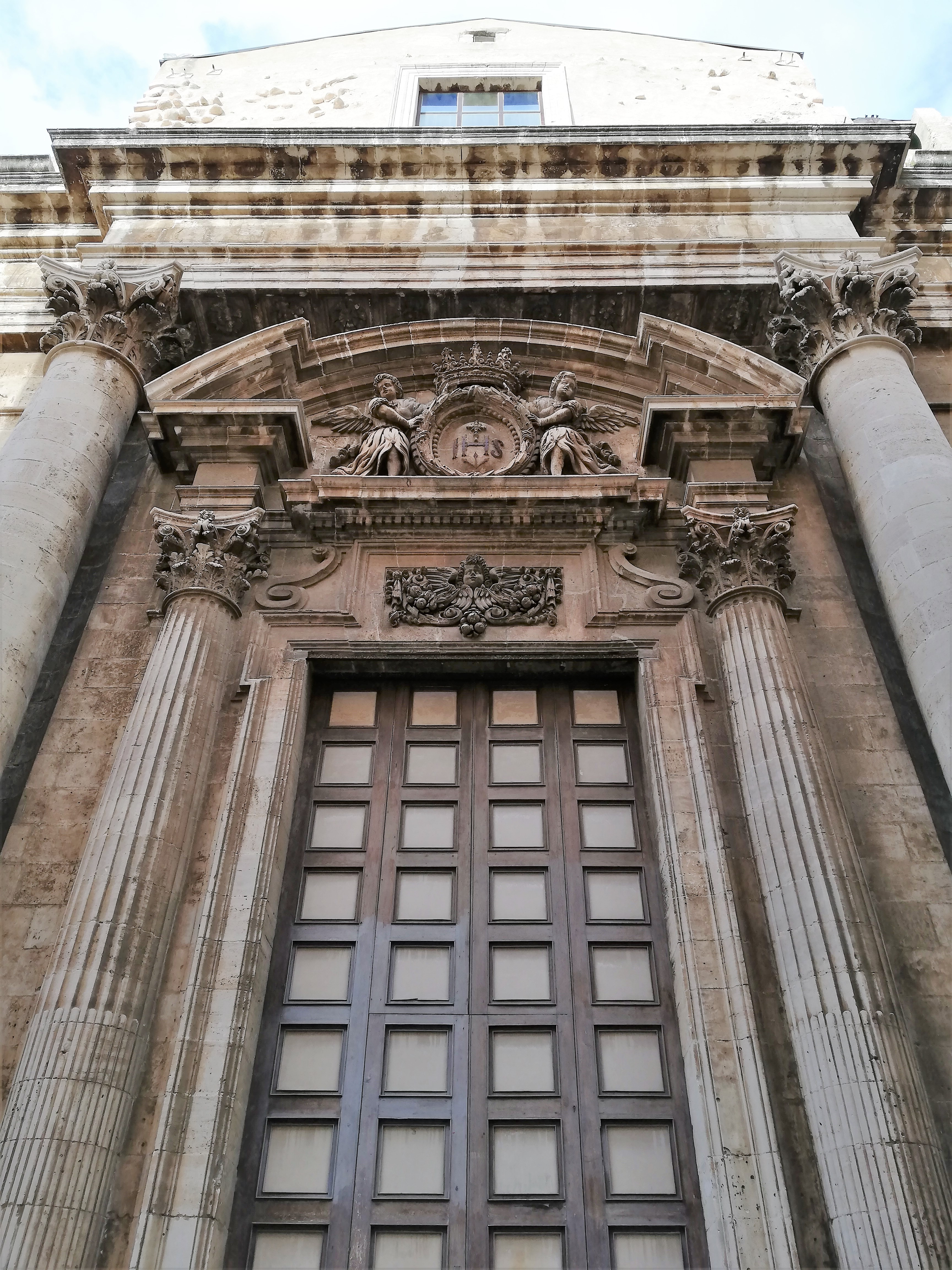
Portal.

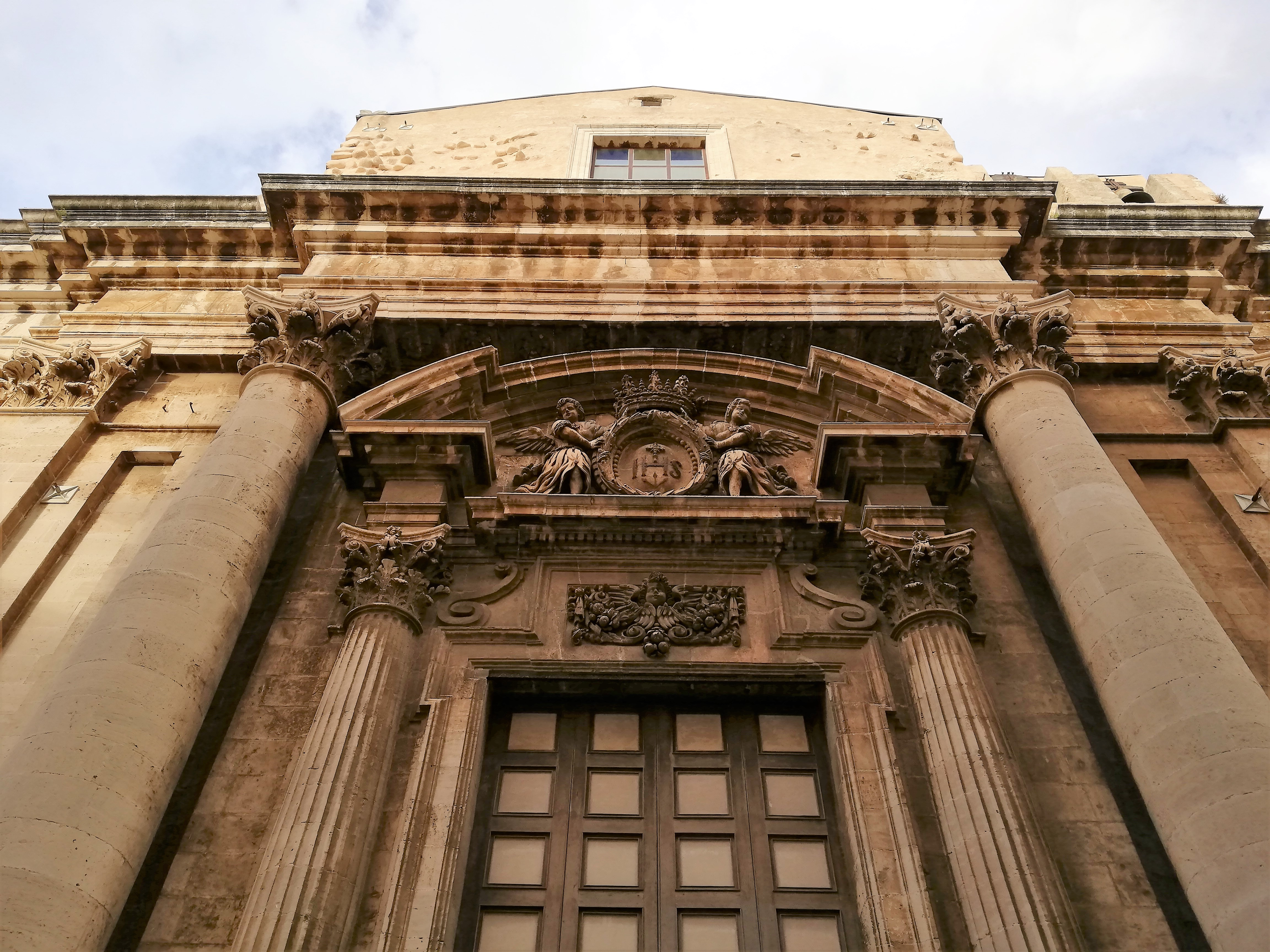
Portal.

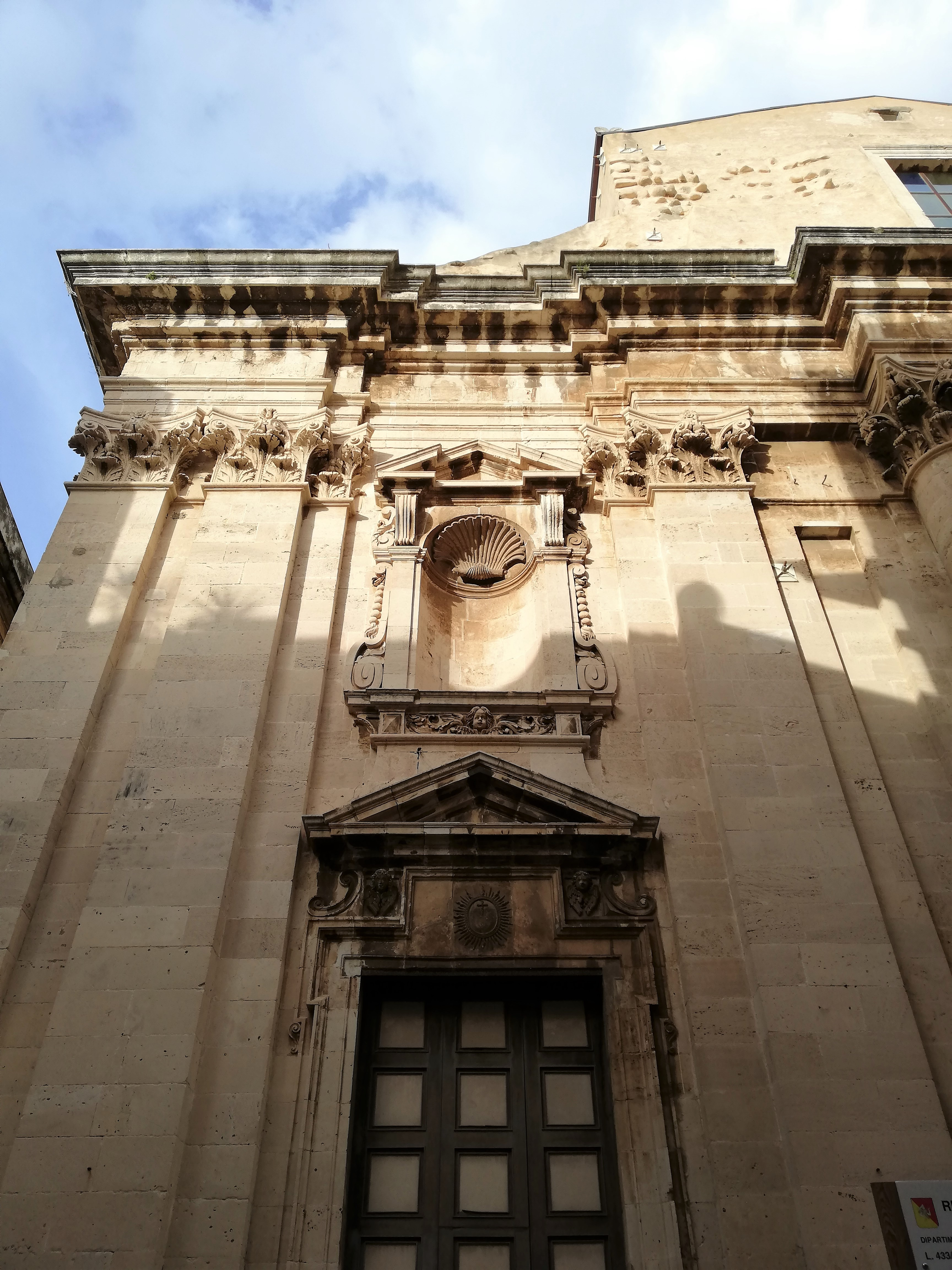
Portal lateral.

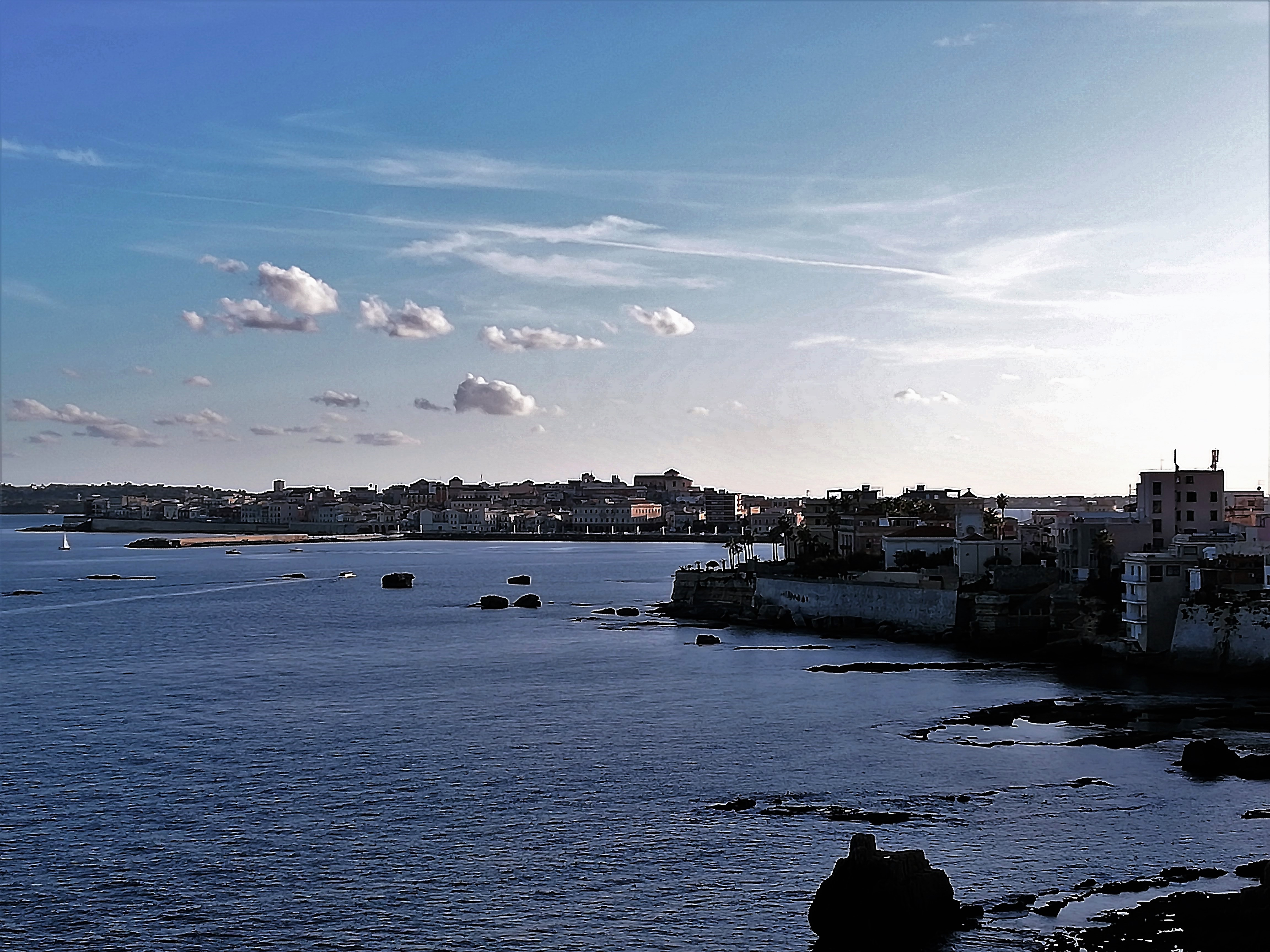
La iglesia en el panorama de Ortigia.

La iglesia de San Giuseppe y Sant'Ignazio di Loyola, también conocida como la iglesia del Colegio de los Jesuitas, constituía con diversas estructuras el centro monumental de la Compañía de Jesús con vistas a via Saverio Landolina en el centro histórico de Siracusa.  Perteneciente a la archidiócesis de Siracusa, vicariato de Siracusa bajo el patrocinio de Santa Lucía, arcipreste de Siracusa, parroquia de la Natividad de Santa María.

## Historia

### Era española
El complejo jesuita se encuentra en el área que alguna vez estuvo parcialmente ocupada por la antigua iglesia de San Giuseppe dei, maestros de armadores, ubicada en el primitivo distrito de Amalfitania, cerca de Porta Marina. Desde el punto de vista etimológico, Amalfitania indicaba el distrito marítimo designado para acoger a navegantes o gente de mar o comerciantes (con referencia expresa a los habitantes procedentes de los territorios de la república marítima de Amalfi); los carpinteros navales -cuyo gremio tenía como patrón a San José carpintero- eran precisamente los trabajadores dedicados a la construcción de las estructuras y tablones de las embarcaciones.Para la nueva iglesia de Siracusa entre 1647 y 1648 se encargó en Roma -en la sede general de la orden- un costoso modelo de madera, probablemente inspirado en la nueva y famosa fábrica de Sant'Ignazio. La finalización de la iglesia es probablemente obra del arquitecto Francesco Bonamici de Lucca, que al mismo tiempo se encontraba en Siracusa para otros encargos y que dirigió las obras de la nueva iglesia jesuita de la Circuncisión de Nuestro Señor de La Valeta en Malta.
La primera piedra se colocó el 31 de julio de 1635 coincidiendo con la festividad de San Ignacio. En 1648, con la adquisición de nuevas propiedades, los padres obtuvieron permiso para cambiar la distribución, la entrada y, por tanto, la fachada de la iglesia que primero daba a via Ruggero VII y a via Amalfitania.
La construcción tardó 52 años y los padres jesuitas, como en todas las construcciones de la provincia siciliana, trabajaron duro para embellecerla con mármoles seleccionados, reclutando a los artistas más talentosos y talentosos de la isla. Después del devastador terremoto de 1693, el complejo monástico fue restaurado por Pompeo Picherali.
- 1767, Supresión de la Compañía de Jesús.

### Era contemporánea
El lugar de culto lleva más de veinte años cerrado. Se están realizando trabajos de restauración para que la estructura sea accesible a fieles y visitantes.

## Externo
Destaca su fachada barroca sobre un breve atrio delimitado por una monumental barandilla de hierro forjado. Una serie de escalones conectan la calzada con el piso interno del templo. La fachada está dividida en dos órdenes por medio de una elaborada cornisa con hileras de ricas molduras: la inferior, más monumental, está marcada por seis pilastras con elegantes capiteles corintios. Parejas pareadas en las esquinas y un único elemento a cada lado separa el registro central de los dos laterales.
En el centro, el portal está enmarcado por un doble tímpano: en el exterior, columnas jónicas sostienen un macizo arquitrabe, en el interior, dos columnas corintias sostienen un tímpano con dobles arcos superpuestos, el que sobresale roto.
En el interior, la entrada central se caracteriza por una elaborada puerta de madera. Un bajorrelieve intermedio delimitado por volutas representa el rostro de un querubín alado rodeado de guirnaldas y festones fitomórficos. En el mismo eje, en el centro del tímpano roto, se encuentra el escudo de armas de la Compañía de Jesús, en forma de medallón adornado con guirnaldas, con el monograma " IHS " sostenido por dos ángeles. Los dos portales laterales están coronados por tímpanos triangulares coronados por elegantes nichos coronados por pequeños tímpanos triangulares superpuestos, el que sobresale, roto.
El cuerpo central de segundo orden se encuentra incompleto: no presenta más decoración que elementos de sillar de sillería, un gran ventanal central y una pequeña ventana bajo la cubierta a dos aguas.
Cúpula. Dos celdas de campana se abren en correspondencia con la pequeña abertura derecha.

## Interno
Planta de cruz latina dividida en tres naves mediante pilares flanqueados por doce columnas de mármol gris, dos por pilar. Tres capillas por nave menor, dos en los brazos del crucero y el altar mayor en el ábside para un total de nueve altares.

### Nave derecha
- Primera crujía: Capilla. Altar con pintura.
- Segunda crujía: Capilla.
- Tercer tramo: Capilla. Cuadro.

### Nave izquierda
- Primer tramo: Capilla del Santo Crucifijo. Ambiente con Crucifijo colocado sobre un relicario.
- Segundo tramo: Capilla de Nuestra Señora de Lourdes. Altar de mármol con hornacina que contiene una estatua de la Virgen de Lourdes.
- Tercer tramo: Capilla. Altar de mármol con hornacina.

### Crucero
- Brazo derecho del crucero: Capilla de San Francisco Javier. Altar con edículo que contiene el cuadro que representa a San Francisco Javier, obra de 1714 del pintor Antonio Madona.
- Brazo del crucero izquierdo: Capilla de San Ignacio de Loyola. Altar con grandioso edículo de los escultores Domenico Battaglia y Giovanni Battista Marino, que contiene en la hornacina la espléndida estatua que representa a San Ignacio de Loyola, obra del escultor de Palermo Ignazio Marabitti de 1756. El alzado está formado por pares de columnas torcidas que sostienen un doble orden de frontones. En el nivel inferior, las molduras de tímpano superpuestas y de arco quebrado acentúan el movimiento saliente de la estructura, enriquecida por un estante y una estela intermedia sostenida por amorcillos, adornada con estatuas reclinadas sobre los cimacios y ángeles sobre los contrafuertes.

### Presbiterio
Ábside circular delimitado por balaustrada, altar mayor en mármol gris con espléndido frontal plateado, pintura ovalada y sillería del coro en los muros laterales.
Externamente el púlpito en cornu evangelii con incrustaciones de mármol policromado.

## Otras obras
- San José, óleo sobre lienzo, obra de Antonio Madona.
- Martirio de Santa Lucía, óleo sobre lienzo.
- Última Cena, óleo sobre lienzo, obra de artista desconocido de escuela lombarda o veneciana.

## Sacristía
Entorno con importantes artefactos de madera.

## Cripta
Zonas subterráneas accesibles desde via del Collegio responsables del entierro de figuras religiosas. Hoy acogen una exposición de pintura contemporánea.

## Compañía de Jesús en Siracusa
En Siracusa se fundaron varias Casas, cada una con una función y organización muy precisa y distinta: la Casa Professa y el Colegio o Domus Studiorum.

### Casa Profesa
La primera Casa o Casa Madre o Casa Profesa. Detrás de la iglesia se encuentra la casa de los jesuitas y es un edificio sobrio pero grandioso de estilo barroco, las cuatro alas dan a un patio interior.
Después de la expulsión definitiva de los jesuitas y la confiscación de los bienes, las habitaciones sirvieron primero como sede del tribunal de la ciudad, luego como oficina de recaudación de impuestos y de impuestos, y todavía se utilizan como cuarteles de la Guardia di Finanza y de las oficinas fiscales de Siracusa y la provincia.
Hoy albergan algunas oficinas de la Superintendencia de Patrimonio Cultural.

### Colega
La Casa Segunda o Domus Studiorum. Establecimiento de cursos de estudios de humanidades, gramática latina y griega, luego cursos de teología, matemáticas y filosofía, ciclos de formación apoyados en el funcionamiento de una rica biblioteca.

### Otro
- Fondo Platamone.